# Mausoleo de Chashma Ayub
El Mausoleo Chashma-Ayub está situado cerca del Mausoleo Samani, en Bujara, Uzbekistán. Su nombre significa «pozo de Job», debido a la leyenda en la que  Job (Ayub) visitó este lugar y construyó un pozo golpeando el terreno con su bastón. El agua de este pozo sigue siendo pura y se considera curativa. El edificio actual fue construido durante el reinado de Timur y presenta una cúpula  cónica de estilo khwarazm poco común en Bujara.

## Descripción del lugar
El Mausoleo Chashma-Ayub se encuentra en medio de un pequeño y antiguo cementerio. La construcción sufrió algunas pérdidas, pero las partes conservadas representan una combinación de un armonioso portal de entrada, y junto a él se encuentran los restos del muro cortina occidental.
El trazado constructivo del portal es de tipo tradicional, formado por dos pilones, que forman el nicho solapado por la semibóveda. El marco en forma de II, cuyo interior forma la superficie facial, el tímpano y la ktoba, está rematado con una inscripción sobre el arco de lanceta. La parte norte del portal del nicho es un muro a dos aguas con un portal. Desde el extremo oeste, el portal está adosado a una profunda muralla de ladrillo de 5,9 m de altura, de la que se ha perdido la parte occidental. La pared tiene la forma de un trapecio con una gran base. La habitación central está superpuesta a la cúpula de la tienda de campaña. Excepto por las proporciones de la construcción, este monumento tiene una decoración bien pensada y perfectamente ejecutada, cuya parte básica se concentra en el portal. El lugar más efectivo en la composición general de la decoración es la ktoba, con inscripciones árabes sobre un fondo de ornamentación botánica. El marco del portal en el contorno exterior está marcado por la zona en forma de II, reforzada por una jirafa de octaedros entrelazados, hecha de ladrillos de terracota. Insertos esmaltados en turquesa llenan los zócalos centrales octaédricos. Una cinta bordea el marco y la ktoba. El valor histórico del monumento consiste en la datación exacta escrita en ktoba (1208-1209.a. C.) o en el año 605 del calendario musulmán.

## Estado en el Patrimonio Mundial
Este lugar fue añadido al Patrimonio Mundial de la UNESCO y figura en la lista indicativa el 18 de enero de 2008, en la categoría Cultural.